# Wilsickow
Wilsickow ist ein Ortsteil der amtsfreien Gemeinde Uckerland im Landkreis Uckermark in Brandenburg.

## Geografie
Der Ort liegt acht Kilometer ostsüdöstlich von Strasburg und neun Kilometer westsüdwestlich von Pasewalk. Auf der Gemarkung Wilsickow befinden sich zudem die Wohnplätze Ausbau Wilsickow und Hohen Tutow sowie die Wüstung Neuhof. Die Nachbarorte sind Hohen Tutow im Norden, Starkshof im Nordosten, Brietzig und Nechlin Ausbau im Südosten, Werbelow im Süden, Milow im Südwesten, Grünhagen im Westen sowie Jahnkeshof im Nordwesten.

## Geschichte
Wilsickow wurde 1375 erstmals urkundlich erwähnt. Die Kirche scheint älter und stammt wohl schon aus früherer Zeit. Der Ort entwickelt sich nachfolgend als Gutsdorf. Die Herren von Aldenflieth (Oldenflieth/Oldenfleth) veräußern Wilsickow 1466 an Friedrich und Christoph von Arenstorff. Ab Mitte des 17. Jahrhunderts tritt der Adelsfamilie von Holtzendorff-Vietmannsdorf, die bereits mit Jagow weitere Güter in der Uckermark besitzt, als Grundbesitzer in Wilsickow auf. Erster Vertreter des um 1297 urkundlich nachweisbaren Geschlechts ist der Landesdirektor der Uckermark, Henning Joachim von Holtzendorf (1668–1748). Nur wenig später wird der Wert des Gutes mit 52000 Reichst(h)alern angegeben. Der Urenkel Louis, auch Ludwig (1752–1851) genannt und aktiver Kirchenpatron, und dessen Sohn Karl (1824–1888) setzen die genealogische Linie fort. Sein Besitztum ist 1879 im damals erstmals amtlich publizierten Generaladressbuch der Rittergutsbesitzer für die Provinz Brandenburg dokumentiert, Wilsickow inklusive Neuhof und Wassermühle, 927 ha.  Ein Wilsickower wurde schriftstellerisch tätig und verfasst die Familiengeschichte Die Holtzendorff in der Mark Brandenburg und Kursachsen. Axel von Holtzendorff auf Wilsickow ist gutsituierter Ritterschaftsrat und Hauptmann a. D., ihm folgt als Gutsherr der Hauptmann Dietrich von Holtzendorff, der auch als Schatzmeister des Familienverbandes fungiert und Ehrenritter des Johanniterordens ist. Bis zur Bodenreform wird dann Dietrich von Holtzendorff (1881–1957) als Grundbesitzer geführt, er war mit Ehrengard von Hertzberg verheiratet. Ihre Nachfahren leben wieder in Wilsickow.
Die Sanierung der Kirche wurde 1992 abgeschlossen.